# Danae (Orazio Gentileschi)
Danae è un dipinto a olio su tela dell'artista italiano Orazio Gentileschi, realizzato nel 1623. Quest'opera del barocco italiano oggi è conservata al museo J. Paul Getty di Los Angeles.

## Storia
Il dipinto venne commissionato nel 1621 da Giovanni Antonio Sauli, che aveva invitato Gentileschi a Genova, per il suo palazzo. Orazio Gentileschi realizzò varie opere per Sauli oltre alla Danae, incluse una Maddalena penitente e Lot e le sue figlie.
Il quadro rimase di proprietà della famiglia per molti anni. Nel 1975, a Londra, venne acquistato da Thomas P. Grange, che lo avrebbe venduto due anni dopo a Richard L. Feigen. Costui lo vendette nel 1998 a un fondo di famiglia. Il dipinto venne messo all'asta da Sotheby's, una casa d'aste nuovaiorchese, il 28 gennaio 2016. Questo è stato uno dei dipinti barocchi più importanti messi in vendita dalla casa d'aste dal secondo dopoguerra e venne acquistato dal museo Getty per 30.500.000 dollari statunitensi. Il quadro venne appeso a fianco di Lot e le sue figlie.

## Descrizione

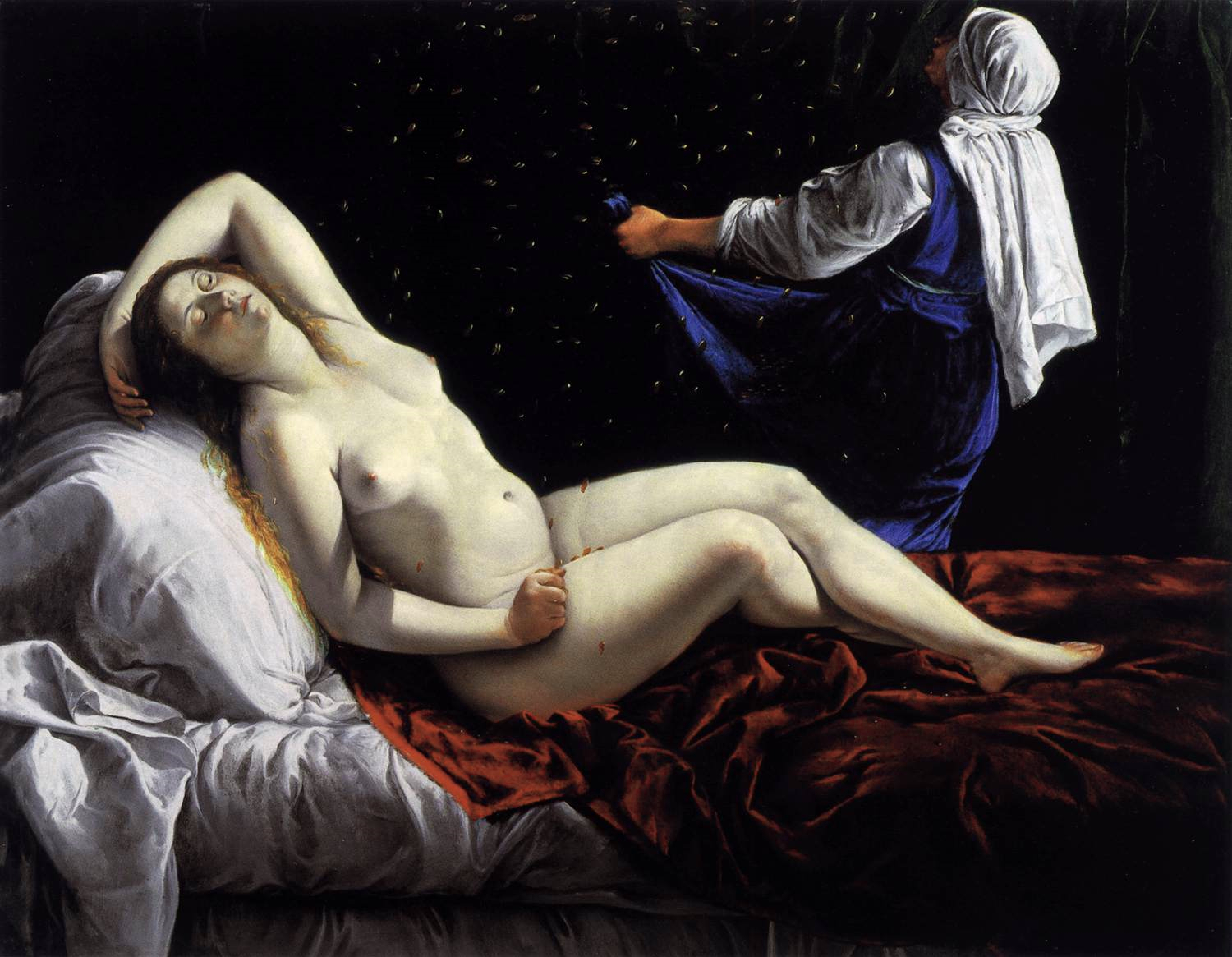
Artemisia Gentileschi (attribuito), Danae, 1612 circa

Il soggetto del dipinto è il mito greco antico di Danae: Zeus, il re degli dei, si invaghì della principessa di Argo, che era stata rinchiusa in una torre dal padre Acrisio perché, secondo una profezia, egli sarebbe morto dal figlio di Danae. Zeus la sedusse sotto forma di pioggia d'oro e da questa unione sarebbe nato Perseo. La figlia di Orazio, Artemisia Gentileschi, aveva già dipinto Danae in precedenza in una tela omonima, anche se il dipinto è di attribuzione dubbia.
L'arrivo di Zeus è preannunciato da Eros, che scosta una tenda color verde scuro per far scendere la pioggia aurea. Gentileschi riesce a fondere il movimento e il dinamismo delle monete d'oro e dei nastri che cadono con la serenità della fisicità scultorea e del fascino classico di Danae. Danae è distesa sul suo letto in attesa, su un materasso bianco sopra il quale si trova una coperta dorata. Nonostante la figura sia abbastanza sensuale (la donna è coperta solo da un velo trasparente nella zona pubica), Orazio Gentileschi la dipinse con una grazia e una moderazione tali da non far scendere la scena nel volgare: Danae rimane una figura casta che accetta il suo destino ineluttabile. Si tratta di una Danae del tutto diversa da quella consenziente dipinta da Tiziano, oggi nel museo di Capodimonte di Napoli, che Orazio potrebbe aver visto a Roma, quando era esposta a Palazzo Farnese. Il dipinto sa unire il naturalismo caravaggesco che influenzò le opere precedenti del Gentileschi con il liricismo toscano che egli sviluppò in seguito.